# Carrow Road
Carrow Road es un estadio de fútbol localizado en Norwich, Inglaterra, y es la sede del Norwich City Football Club.
Carrow Road, llamado así por la avenida en la que está ubicado, fue construido por el Norwich City en 1935. La construcción tomó solo 82 días. Antes de la construcción de este estadio el club jugaba en Newmarket Road y después jugó en The Nest.

## Historia
El Norwich City jugó en Newmarket Road de 1902 a 1908, donde el récord de asistencia fue de 10 366 aficionados, en un juego ante Sheffield Wednesday en la segunda ronda de la FA Cup en 1908. Luego de disputas sobre la renta de Newmarket Road, el club cambió de sede en 1908 y se trasladó a "The Nest". En esta nueva sede hubo problemas con la capacidad y seguridad del estadio, por lo que el club empezó a buscar una sede alternativa en 1926. El 15 de mayo de 1935 la Football Association escribió una carta al club en la que indicaba que The Nest ya no era adecuado para albergar grandes multitudes. 
A unas semanas de que empezara la temporada, la FA prohibió el uso de The Nest, por lo que el club, el 1° de junio de 1935 adquirió un contrato de 20 años de arrendamiento de la casa de Boulton Paul Sports Ground, en Carrow Road, de su dueño J & J Colman.